# Epicykel
En epicykel er en cirkelbevægelse omkring et punkt som på sin side bevæger sig langs periferien på en anden, sædvanligvis større, cirkel. Epicyklen var en konstruktion som man fandt sig tvunget til at opfinde for at forklare uregelmæssighederne i planeternes bevægelse i det geocentriske verdensbillede med perfekte cirkelbaner.
|  |  |